# Trupa

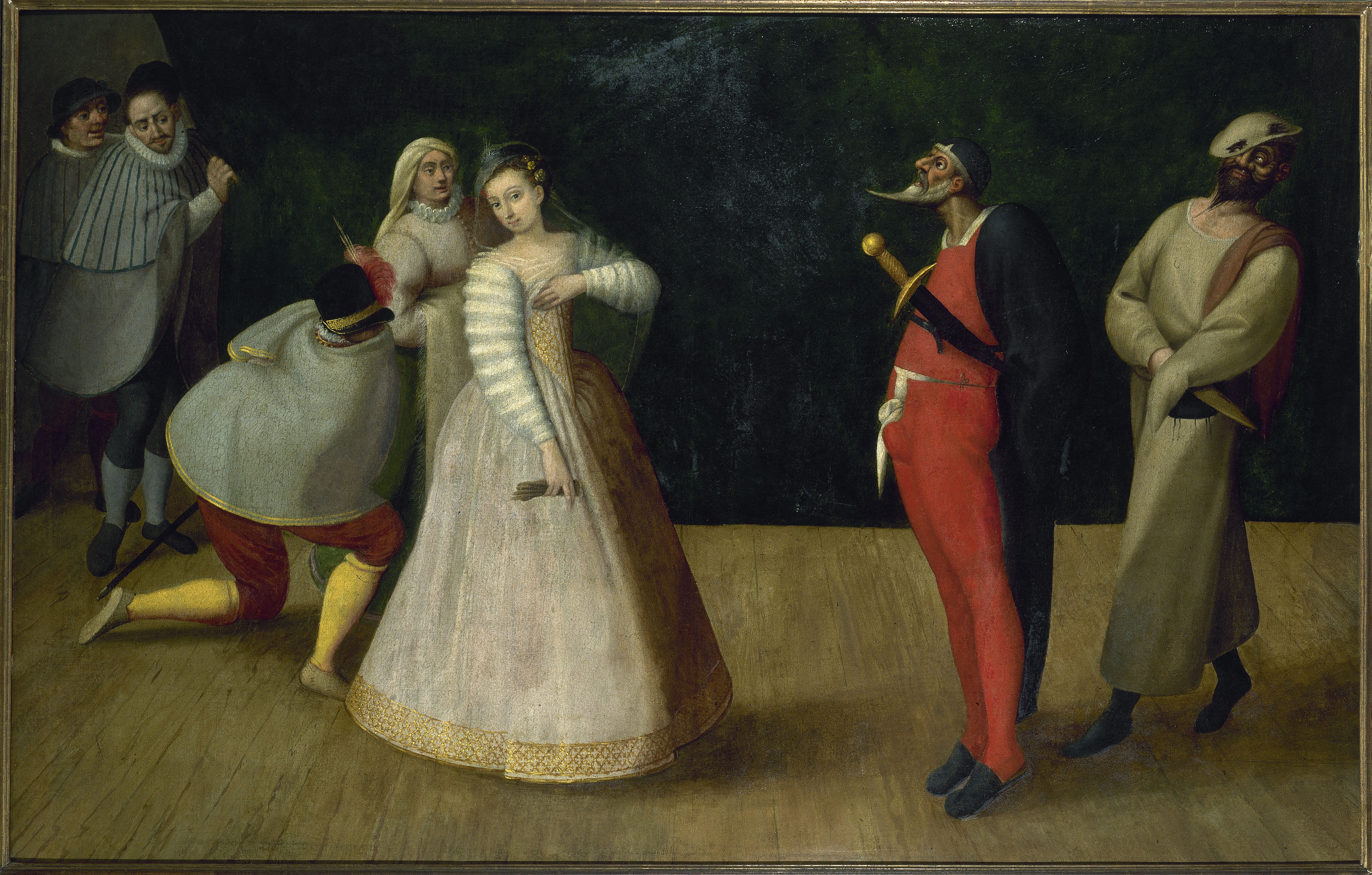
Trupa średniowieczna – Troupe Gelosi

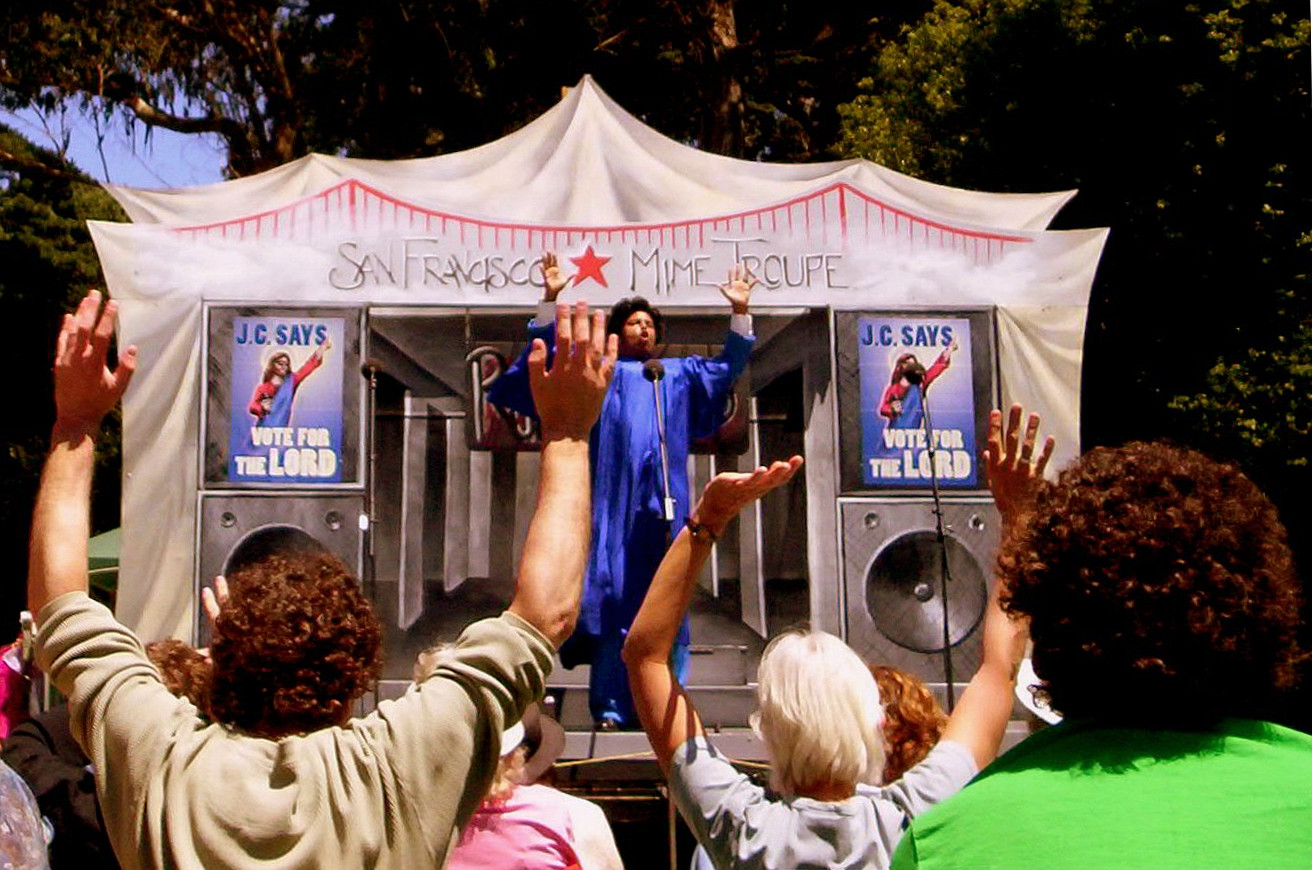
trupa współczesna – San Francisco Mime Troupe

Trupa (z fr. troupe) – zespół teatralny lub cyrkowy, uliczny, a często wędrowny wystawiający przedstawienia osobowe, lalkowe lub pokazy zręczności. Trupy mogą tworzyć np. aktorzy dawniej zwani kuglarzami uprawiający iluzję uliczną oraz mimowie, linoskoczkowie, żonglerzy, szczudlarze, połykacze ognia, błaźni lub karły.
Na terenie Polski od XVI w. występowały niemieckie, włoskie, francuskie i angielskie trupy aktorów.
Obecnie odbywają się festiwale sztukmistrzów i teatrów ulicznych np. w Lublinie, Warszawie i Krakowie.